# Conseil des Dix
Le Conseil des Dix – en italien, Consiglio dei Dieci, souvent désigné comme les Dix – fut, de 1310 à la chute de la république en 1797, un des principaux organes, comité exécutif et judiciaire, du gouvernement de la république de Venise, dont le rôle était de veiller à la sûreté de l'État.

## Histoire
Le Conseil des Dix fut créé le 10 juillet 1310, en réaction au complot déjoué de Bajamonte Tiepolo, membre d'une des plus importantes et plus anciennes familles patriciennes, pour renverser le système oligarchique et instaurer une dictature personnelle. Tiepolo se rendit au doge et il eut la vie sauve à la condition de s’exiler en Dalmatie. Mais le Grand Conseil (Maggior  Consiglio), organe suprême de la république de Venise, décida de créer un conseil afin de prévenir, à l'avenir, ce type de dangers. Bien que créé à l'origine pour une période de deux mois, son autorité fut sans cesse renouvelée, jusqu'à ce qu'il devienne un organe permanent en 1334. Il reçut des pouvoirs spéciaux pour réprimer les conjurés et garantir la sûreté de l'État.
En 1357, la conjuration du doge Marino Faliero, destinée à créer une seigneurie héréditaire sur le modèle continental, fut éventée. Les conjurés furent exécutés et le doge décapité sur la Scala dei Giganti où avaient lieu les couronnements.
En 1457, le Conseil destitua le doge Francesco Foscari en raison de la rivalité entre les différentes factions nobles.
En 1468, le Grand Conseil (Maggior Consiglio) discuta de l'augmentation de la puissance du Conseil des Dix et de l'opportunité d'en limiter les pouvoirs et même d'en abroger l'existence, mais l'assemblée confirma l'existence du Conseil des Dix en limitant le pouvoir aux seules questions d'urgences, bien que ces limites ne furent jamais appliquées dans la pratique.
Le Conseil des Dix institua, en 1539, la fonction des trois inquisiteurs d'État, un tribunal secret qui devait réprimer toutes menaces contre l'État.
En 1540, le conseil envoya Luigi Badoer négocier la paix avec Soliman à Bâle, lui abandonnant toutes les villes du Péloponnèse. En 1573, il ordonna à Marco Antonio Barbaro de faire la paix avec Sélim II, également à Bâle. Le traité fut signé et ratifié avant même d'être négocié.

### L'affaire Renier Zen
En 1627, Renier Zen, l'un des chefs des Dix, lança une campagne contre ce qu'il considérait comme du despotisme et de la corruption de la part du Conseil. Le prétexte de son mécontentement fut la réticence du Conseil à s'opposer au doge Giovanni Corner qui avait nommé des membres de sa famille à certains postes, en violation du droit de la République. Le 27 octobre 1627, Zen accusa lors d'une réunion du Grand Conseil la famille Corner de corruption, et même si les élections furent annulées, il n'obtint pas d'autres sanctions.
Le 30 décembre 1627, Renier Zen fut attaqué par des hommes masqués qui furent par la suite retrouvés et qui comprenaient Giovanni Corner, le fils du doge. Lors de la réunion du 23 juillet 1628, Zen accusa le doge et les Dix de vouloir renverser le gouvernement de la République. Plus tard dans la journée, les Dix se réunirent et votèrent l'arrestation et l'exil de Renier Zen.
À partir de ce moment, le Grand Conseil commença à réagir, nommant un comité spécial de correcteurs chargés d'examiner les propositions de réforme. Cependant, en septembre, il était complètement submergé par des questions de procédure. Même s'il allait gracier Zen, il ne réussit pas à produire des réformes significatives. Les Dix perdirent leur aptitude à réviser les décisions du Grand Conseil, et la Zonta fut officiellement dissoute, cependant leurs pouvoirs demeurèrent immaitrisables.

### Le déclin
Dans la seconde moitié du XVIIe siècle, le pouvoir du Conseil commença à décliner. S'il maintint son autorité officielle, il fut incapable de prévenir la corruption, tant au sein de ses propres rangs qu'au sein de la République. Il resta en place jusqu'à la fin de la République et fut dissous en 1797.

## Composition
Les conseillers étaient d’abord élus tous les deux mois, puis tous les deux ans par le Grand Conseil (Maggior Consiglio). Dans la pratique, ses sessions ont été élargies à 17 membres, y compris le doge et la seigneurie. Pour les questions importantes, le nombre pouvait être augmenté par convocation d'un certain nombre de sénateurs, il[Qui ?] forma alors la Zonta, mais cette pratique fut rarement utilisée après 1583.
Les membres du Conseil ne pouvaient être élus deux fois consécutivement et deux membres d'une même famille ne pouvaient siéger en même temps. Il semble que la courte durée du mandat et la responsabilité de celui-ci attirait peu de candidats, ce qui limitait les intrigues.
Le Conseil était dirigé par trois chefs élus parmi les membres avec un mandat d'un mois pendant lequel ils logeaient au palais des Doges, pour prévenir toutes corruptions, sous la présidence du doge et de la seigneurie de Venise (dans les faits, une telle présidence n'était pas nécessaire au fonctionnement du conseil).
Les membres du Conseil devaient être incorruptibles et aveuglément dévoués à la cause de la République. Ils devaient mesurer l’expression de leur sentiment, fuir toute réunion publique ou fête et ne s'absenter de Venise qu’en des cas exceptionnels.
Les Dix se distinguaient des sénateurs par leur petit chapeau noir et une écharpe noire sur leur toge rouge.

## Fonctions
Le Conseil était officiellement chargé d'assurer la sécurité de la république de Venise et de préserver le gouvernement des complots et de la corruption. Les Dix avaient la mainmise sur tout, ils supervisaient la diplomatie et les services de renseignements en plus d'avoir un pouvoir de surveillance sur les finances et sur le commandement de l'armée grâce à un large mandat qui leur permettait d'agir contre toutes menaces à la sûreté de l'État. Ils surveillaient en outre le clergé. Le Conseil fit également de nombreuses tentatives visant à combattre le vice, en particulier les jeux de hasard, dans la République.
Les Dix se réunissaient tous les jours, et rien ne devait filtrer de ce qui avait fait l’objet de leur réunion. D’après le journaliste et historien Indro Montanelli : « À peine désignés, les Dix se drapaient dans un halo de mystère et devenaient inaccessibles ».
Les enquêtes étaient conduites sur la base des informations fournies par les Capi di Sestiere, des informateurs du Conseil, qui étaient reçus par celui-ci trois fois par semaine, et des dénonciations secrètes recueillies dans les Boche delle Denuntie ou Boche de Leon (bouches de dénonciations ou bouches de lions) disposées dans la ville et à l'intérieur même du palais des Doges. Les dénonciations conduisaient à des procès qui se déroulaient en présence d'un avocat chargé de défendre l'inculpé. En cas de condamnation, l'exécution était rapide et secrète, souvent par décapitation, pendaison ou noyade dans les eaux de la lagune.

## Postérité littéraire et artistique
- Dans le drame Angelo, tyran de Padoue de Victor Hugo, le Conseil des Dix est à de nombreuses reprises évoqué, et envoie l'espion Homodei pour contrôler Angelo.
- Dans l’opéra Il Bravo (1839) de Saverio Mercadante, le personnage principal est un tueur à gages, au service du Conseil, qui le « tient » par le fait que son vieux père est emprisonné. Mais ce dernier meurt en prison sans que les Dix ne le révèlent à son fils.
- Le second tableau de l'acte III de l'opéra Marino Faliero de Gaetano Donizetti (1835) se déroule devant le Conseil des Dix qui juge la conjuration du doge Faliero.
- Le Conseil des Dix est un personnage à part entière de l'opéra de Giuseppe Verdi I due Foscari (1844).
- Jules Vallès, dans Le Bachelier, dit d’un de ses personnages qu’il a « l’air d’un homme épié par le Conseil des Dix, regardant de droite et de gauche comme s’il avait peur de la bouche de fer ».
- Mentionné dans Assassin’s creed II(2009) lors de l’arc vénitien en la personne du conjuré « Carlo Grimaldi ».
- Dans le roman de Michel Zevaco,Le Pont des Soupirs complété par les Amants de Venise, le Conseil des Dix est l'instrument de la tyrannie à Venise que combat au début du XVIème siècle le héros, Roland Candiano, inspiré du Comte de Monte-Cristo.

## Bureaux élus par le Conseil des X
- Vérificateurs au Bureau de la Bulle ducale (Vén.: revisori a l'oficio di la Bolla dogal)
- Inquisiteurs du Conseil des Dix (Vén.: inquisidori dil Consejo dei Diese)
- Sages au Statut des Arts (Vén.: savij a le Mariegole)
- Délégués aux Mines (Vén.: deputadi sora le Miniere)
- Superviseurs de la Forêt de Montello (Vén.: provedadori sora il bosco del Montello)
- Délégués à la Forêt et Vallée de Montona (Vén.: deputadi al bosco e valle de montona)
- Inquisiteurs, Auditeurs et Régulateurs aux grandes écoles (Vén.: inquisidori ovvero revisori e regoladori sora le schole grandi)